# 日本酒類販売
日本酒類販売株式会社（にほんしゅるいはんばい） は、日本の食品・酒類卸売業者。1949年創業。
社名にもあるように、酒類に特に強いネットワークを持つことで知られる。酒類卸の売上高としては、国分に次ぐ第2位を誇る。省略して「日酒販（にっしゅはん）」とも呼ばれる。
売上の構成比としては、和酒34%、洋酒28%、ビール21%、食品13%、その他4%となっている。
1990年代以降は全国の酒類卸売企業を傘下に収め、グループ会社として規模を拡大していった。現在、29支店と36配送センターを有している。

## 沿革
- 1949年　東京都中央区にて創業。資本金2,000万円。
- 1951年　大阪営業所開設。
- 1953年　資本金4,000万円に増資。
- 1964年　名古屋支店開設。
- 1970年　仙台営業所開設。
- 1973年　福岡営業所開設。
- 1979年　資本金4億円に増資。
- 1991年　資本金40億円に増資。
- 2010年　本社移転。

## 主要取引企業
- ビール
  - キリンビール、アサヒビール、サッポロビール、サントリー
- 清酒
  - 白鶴酒造、月桂冠、日本盛、黄桜、菊正宗酒造、大関、小西酒造、辰馬本家酒造、沢の鶴など
- 焼酎
  - 宝ホールディングス、オエノンホールディングス、三和酒類、薩摩酒造など
- 洋酒
  - メルシャン、キッコーマン、チョーヤ梅酒など